# Valmacca
Valmacca – miejscowość i gmina we Włoszech, w regionie Piemont, w prowincji Alessandria.
Według danych na styczeń 2010 gminę zamieszkiwało 1088 osób przy gęstości zaludnienia 86,4 os./1 km².